# Stella Thomas
Pour les articles homonymes, voir Thomas.
Stella Jane Thomas connue également comme Stella Jane Marke est née en 1906 et morte en 1974. Elle est une avocate yoruba nigériane d'origine sierra-léonnaise. Elle obtient un diplôme de droit de l'université d'Oxford et devient en 1943 la première femme magistrate du Nigeria. Elle est également la première femme noire africaine inscrite au barreau d'Angleterre et du Pays de Galles, la première femme avocate à travailler en Sierra Leone, au Nigeria ou ailleurs en Afrique de l'Ouest et la première femme magistrate d'Afrique de l'Ouest,,.

## Biographie

### Enfance et formations
Stella Thomas est née en 1906 à Lagos. Son père est Peter John Claudius Thomas, un homme d'affaires créole sierra-léonais établi à Lagos. Elle fréquente l'Annie Walsh Memorial School de Freetown. Alors qu'elle étudie le droit à Oxford et membre du Middle Temple à Londres, elle est active au sein de l'Union des étudiants ouest-africains et est aussi membre fondateur de la League of Coloured Peoples,,.

### Carrière
Stella Thomas est la première femme noire africaine appelée au barreau en Grande-Bretagne en 1933. En 1934, elle est la seule femme africaine à participer à une discussion avec Margery Perham à la Royal Society of Arts. À son retour en Afrique de l'Ouest, elle est la première femme avocate de la région,,,.
À son retour en Afrique de l'Ouest, elle est d'abord inscrite au barreau de Sierra Leone et en décembre 1935, elle  retourne à Lagos et ouvre un cabinet d'avocats le long de Kakawa Street. Elle s'occupe d'un large éventail d'affaires juridiques, notamment d'affaires criminelles et de questions familiales, et travaille également avec les avocats Alex E. J. Taylor et Eric Moore,,,.
En 1943, elle devient la première femme magistrat d'Afrique de l'Ouest au service de la cour de magistrat d'Ikeja avec compétence pour les districts de Mushin, Agege et Ikorodu,,,.